# Саттон Юнайтед
Саттон Юнайтед (англ. «Sutton United Football Club») — професіональний англійський футбольний клуб з лондонського боро Саттон. Заснований 5 березня 1898 року. Домашні матчі проводить на стадіоні «Гендер Грін Лейн» місткістю 5 013 осіб, 765 з яких мають змогу сидіти.